# Johann Eekhoff
Johann Eekhoff (* 25. Juli 1941 in Boekzetelerfehn, Ostfriesland; † 3. März 2013) war von 2001 bis zu seinem Tod Direktor des Instituts für Wirtschaftspolitik an der Universität zu Köln.

## Werdegang
Das Studium der Volkswirtschaftslehre an der Universität des Saarlandes, der University of Philadelphia und der Ruhr-Universität Bochum schloss Eekhoff mit dem Diplom ab. 1971 schloss er die Promotion und 1979 die Habilitation ab. 1979 bis 1984 war Eekhoff Privatdozent an der Universität des Saarlandes. Von 1979 bis 1983 leitete er die Planungsgruppe beim Ministerpräsidenten des Saarlands. Von 1983 bis 1991 leitete er die Abteilung „Wohnungspolitik“ im Bundesministerium für Raumordnung, Bauwesen und Städtebau. Von 1991 bis 1994 war Eekhoff Staatssekretär im Bundesministerium für Wirtschaft. 1995 übernahm er den Lehrstuhl für Wirtschaftspolitik, und er war zusammen mit Achim Wambach Direktor des Instituts für Wirtschaftspolitik an der Universität zu Köln. Zudem war er Direktor des Instituts für Wohnungsrecht und Wohnungswirtschaft an der Universität zu Köln und des Otto-Wolff-Instituts für Wirtschaftsordnung.
Eekhoff war ein Vertreter des ordnungspolitischen Ansatzes der Wirtschaftspolitik. Er untersuchte Fragen der sozialen Sicherung, des Arbeitsmarkts (Schaffensdrang-Modell), des Gesundheitswesens (Konzept der individuellen Altersrückstellungen) sowie der Immobilienwirtschaft.
Er war bis Ende 2010 Sprecher des Kronberger Kreises, des wissenschaftlichen Beirats der Stiftung Marktwirtschaft. Von Dezember 2009 bis Juli 2011 war Eekhoff Präsident des Instituts für Mittelstandsforschung Bonn.
Er war Botschafter der Initiative Neue Soziale Marktwirtschaft.

## Auszeichnungen
- 1996: Großes Silbernes Ehrenzeichen mit dem Stern für Verdienste um die Republik Österreich[5]

## Werke (Auswahl)
- seit 1996 Herausgeber der Zeitschrift für Wirtschaftspolitik
- Beschäftigung und soziale Sicherung. 4., gründlich überarbeitete Aufl. Mohr Siebeck, Tübingen 2008, ISBN 978-3-16-149688-2.
- Bürgerprivatversicherung. Mohr Siebeck, Tübingen 2008, ISBN 978-3-16-149636-3 (zusammen mit Vera Bünnagel, Susanna Kochskämper, Kai Menzel).
- Wohnungspolitik. 2., neu bearbeitete Aufl. Mohr Siebeck, Tübingen 2002, ISBN 3-16-147744-8

(übersetzt ins Russische und Chinesische).
- Mit Schaffensdrang in Arbeit. vbv, München 2006 (zusammen mit Vera Bünnagel und Steffen J. Roth)
- Nutzen-Kosten-Analyse der Stadtsanierung. Methoden, Theorien. Lang, Frankfurt/M. 1972, ISBN 3-261-00756-7 (zugl. Dissertation, Universität Bochum 1971).

- "Keine Exporte um jeden Preis" (Eekhoff im Handelsblatt 2004 über Nachteile eines Außenhandelsüberschusses)